# Liste der Schlösser und Palais in Krakau
Die Liste der Stadtschlösser und Palais in Krakau umfasst bestehende Stadtschlösser und Stadtpalais in der polnischen Stadt Krakau. Eine Liste mit Burgen und Schlössern in der Woiwodschaft Kleinpolen befindet sich hier:
- Liste der Burgen und Schlösser in der Woiwodschaft Kleinpolen

## Königsschlösser
| Name                        | Baujahr | Baustil     | Lage   | Koordinaten | Bild |
| --------------------------- | ------- | ----------- | ------ | ----------- | ---- |
| Königsschloss auf dem Wawel | um 1000 | Renaissance | Wawel  |             |      |
| Königsschloss Łobzów        | 1357    | Renaissance | Łobzów |             |      |

## Bischofspaläste
| Name                              | Baujahr   | Baustil     | Lage           | Koordinaten | Bild |
| --------------------------------- | --------- | ----------- | -------------- | ----------- | ---- |
| Erasmus-Ciołek-Bischofspalast     | 1505      | Renaissance | Okół, Altstadt |             |      |
| Florian-Mokrski-Bischofspalast    | nach 1367 | Renaissance | Okół, Altstadt |             |      |
| Bischofspalast Krakau             | vor 1400  | Renaissance | Altstadt       |             |      |
| Samuel-Maciejowski-Bischofspalast | 1531      | Renaissance | Okół, Altstadt |             |      |
| Górków-Palais Krakau              | nach 1450 | Manierismus | Okół, Altstadt |             |      |
| Gnesner Primaspalast Krakau       | nach 1450 | Renaissance | Okół, Altstadt |             |      |

## Schlösser und Palais
| Name                               | Baujahr   | Baustil         | Lage          | Koordinaten | Bild |
| ---------------------------------- | --------- | --------------- | ------------- | ----------- | ---- |
| Badeni-Palais Krakau               | 1883      | Historismus     | Altstadt      |             |      |
| Baszta                             | 1928      | Historismus     | Las Wolski    |             |      |
| Białoprądnicki-Palais Krakau       | 1505      | Klassizismus    | Prądnik Biały |             |      |
| Celestat-Palais Krakau             | 1837      | Neogotik        | Wesoła        |             |      |
| Czapski-Palais Krakau              | 1883      | Historismus     | Nowy Świat    |             |      |
| Czarkowski-Palais Krakau           | 1878      | Historismus     | Nowy Świat    |             |      |
| Czartoryski-Palais Krakau          | 1879      | Neorenaissance  | Altstadt      |             |      |
| Decius-Palais Krakau               | 1530      | Renaissance     | Las Wolski    |             |      |
| Dembinski-Palais Krakau            | vor 1800  | Rokoko          | Altstadt      |             |      |
| Dunajewski-Palais Krakau           | 1828      | Klassizismus    | Piasek        |             |      |
| Fischer-Benis-Palais Krakau        | 1882      | Neorenaissance  | Bronowice     |             |      |
| Hotel-Grand-Palais Krakau          | vor 1500  | Renaissance     | Altstadt      |             |      |
| Hebdowski-Palais Krakau            | vor 1400  | Renaissance     | Altstadt      |             |      |
| Jerzmanowski-Palais Krakau         | vor 1780  | Historismus     | Prokocim      |             |      |
| Jutkiewicz-Palais Krakau           | 1890      | Eklektizismus   | Wesoła        |             |      |
| Kirchmayer-Palais Krakau           | vor 1300  | Eklektizismus   | Pleszów       |             |      |
| Kmita-Palais Krakau                | vor 1553  | Renaissance     | Altstadt      |             |      |
| Krzysztofory-Palais Krakau         | vor 1250  | Klassizismus    | Altstadt      |             |      |
| Kunst-Palais Krakau                | 1898      | Jugendstil      | Altstadt      |             |      |
| Larisch-Palais Krakau              | 1807      | Historismus     | Altstadt      |             |      |
| Lasocki-Palais Krakau              | 1871      | Historismus     | Dębniki       |             |      |
| Lewalska-Palais Krakau             | 1923      | Historismus     | Nowy Świat    |             |      |
| Lubomirski-Palais Krakau           | um 1700   | Historismus     | Altstadt      |             |      |
| Małachowski-Palais Krakau          | nach 1700 | Barock          | Altstadt      |             |      |
| Mańkowski-Palais Krakau            | 1901      | Neoklassizismus | Wesoła        |             |      |
| Montelupi-Palais Krakau            | 1613      | Historismus     | Kleparz       |             |      |
| Ogiński-Potulicki-Palais Krakau    | 1879      | Historismus     | Nowy Świat    |             |      |
| Ostaszewski-Palais Krakau          | 1895      | Historismus     | Nowy Świat    |             |      |
| Popiel-Palais Krakau               | vor 1500  | Renaissance     | Altstadt      |             |      |
| Potocki-Palais Krakau              | vor 1400  | Klassizismus    | Altstadt      |             |      |
| Presse-Palais Krakau               | 1920      | Neobarock       | Stradom       |             |      |
| Przebendowski-Palais Krakau        | nach 1750 | Barock          | Altstadt      |             |      |
| Puget-Palais Krakau                | 1874      | Neorenaissance  | Stradom       |             |      |
| Pusłowski-Palais Krakau            | 1886      | Neorenaissance  | Wesoła        |             |      |
| Raczynski-Palais Krakau            | vor 1900  | Neorenaissance  | Altstadt      |             |      |
| Radzikowski-Palais Krakau          | 1920      | Historismus     | Bronowice     |             |      |
| Rydlówka                           | 1894      | Historismus     | Bronowice     |             |      |
| Rzewuski-Palais Krakau             | 1865      | Historismus     | Wesoła        |             |      |
| Sanguszko-Palais Krakau            | 1851      | Neorenaissance  | Altstadt      |             |      |
| Sierakowski-Palais Krakau          | vor 1400  | Renaissance     | Altstadt      |             |      |
| Stadnicki-Palais Krakau            | vor 1400  | Rokoko          | Altstadt      |             |      |
| Stryjeński-Palais Krakau           | 1882      | Neorenaissance  | Wesoła        |             |      |
| Tarnowski-Palais Krakau            | vor 1679  | Barock          | Altstadt      |             |      |
| Tyszkiewicz-Palais Krakau          | 1882      | Historismus     | Wesoła        |             |      |
| Schloss Wartenberg                 | 1940      | NS-Architektur  | Lasek Wolski  |             |      |
| Wielopolski-Palais Krakau          | 1535      | Renaissance     | Altstadt      |             |      |
| Włodkowicz-Palais Krakau           | vor 1851  | Neobarock       | Kleparz       |             |      |
| Wodzicki-Palais Krakau             | 1741      | Spätbarock      | Altstadt      |             |      |
| Wodzicki-Palais Krakau-Kościelniki | vor 1708  | Barock          | Kościelniki   |             |      |
| Wojewodziński-Palais Krakau        | vor 1600  | Renaissance     | Kazimierz     |             |      |
| Zbaraski-Palais Krakau             | 1540      | Rokoko          | Altstadt      |             |      |
| Zieleniewski-Palais Krakau         | vor 1500  | Historismus     | Altstadt      |             |      |
| Zipser-Palais Krakau               | vor 1500  | Klassizismus    | Altstadt      |             |      |
| Zofiówka-Palais Krakau             | 1872      | Historismus     | Wesoła        |             |      |